# 桑德爾城堡
桑德爾城堡（Sandal Castle）是位於英格蘭西約克郡的一座中世紀城堡遺址。桑德爾城堡始建於1107年，在這裡多次上演過王室內鬥，也是莎士比亞戲劇的開場舞台之一。在英國內戰中桑德爾城堡也曾是戰場。現在桑德爾城堡僅保留有部分遺跡，被列為英國II*級保護建築。